# Girdler Island
Girdler Island (von englisch girdler ‚Gürtelmacher‘) ist eine kleine Insel im Archipel der Biscoe-Inseln vor der Graham-Küste des Grahamlands auf der Antarktischen Halbinsel. Sie liegt 160 m südwestlich von Cliff Island sowie 13 km westlich des Prospect Point auf der Südseite der Mutton Cove.
Teilnehmer der British Graham Land Expedition (1934–1937) unter der Leitung des australischen Polarforschers John Rymill kartierten sie und nahmen die deskriptive Benennung vor. Namensgebend ist die geografische Lage der Insel, welche die Einfahrt zur Mutton Cove umgürtet.